# Erzgebirgs-Subprovinz
Die Erzgebirgs-Subprovinz (tschechisch Krušnohorská subprovincie), früher auch Erzgebirgs-System oder Erzgebirgisches System genannt, ist eine Gliederungseinheit der Geomorphologischen Einteilung Tschechiens. Das Gebiet liegt im Nordwesten von Tschechien und grenzt an Bayern, Thüringen und Sachsen. Die Einheit ist eine der sechs Subprovinzen der Böhmischen Masse (Česká vysočina), die ihrerseits Teil des Hercynischen Systems ist.
Geomorphologische Einteilung Tschechiens mit der Hauptgruppe der Böhmischen Masse (Česká vysočina, rot markiert)

## Lage und Ausdehnung
Den höchsten Teil der Subprovinz bildet das Erzgebirge mit dem Klínovec als höchste Erhebung. Während die deutsche Seite nur ein geringes Gefälle aufweist, fällt das Erzgebirge nach Süden steil bis in das Egerbecken mit dem Nordböhmischen Becken ab. Den westlichen Rand bildet das Fichtelgebirge (Smrčiny). Der östliche Rand der Subprovinz wird in der Böhmischen Schweiz durch kreidezeitliche Sandsteine überlagert. Im Egergraben wie auch im Böhmischen Mittelgebirge (České středohoří) treten tertiärem Eruptivgesteine hervor.
Die benachbarten Subprovinzen sind im Uhrzeigersinn von Ost nach West:
- Sudeten-Subprovinz (Krkonošsko-jesenická subprovincie)
- Böhmisches Tafelland (Česká tabule)
- Beraun-Subprovinz (Poberounská subprovincie)
- Böhmerwald-Subprovinz (Šumavská subprovincie)

## Geomorphologische Klassifizierung
- System: Hercynisch
- Untersystem: Hercynisches Gebirge
- Provinz: Böhmische Masse (Česká vysočina)
- Subprovinz: Erzgebirgs-Subprovinz (Krušnohorská subprovincie)
- Gebiete: Erzgebirgs-Bergland (Krušnohorská hornatina), Vorerzgebirge-Region (Podkrušnohorská oblast) und Karlsbader Gebirge (Karlovarská vrchovina).

## Geomorphologische Bereiche
Die Erzgebirgs-Subprovinz wird wie folgt unterteilt:
| Erzgebirgs-Bergland (Krušnohorská hornatina) Fichtelgebirge (Smrčiny) Ašská vrchovina Hazlovská pahorkatina Chebská pahorkatina Erzgebirge (Krušné hory) Klínovecká hornatina Loučenská hornatina Böhmische Schweiz (Děčínská vrchovina) Děčínské stěny Jetřichovické stěny | Vorerzgebirge-Region (Podkrušnohorská oblast) Egerbecken (Chebská pánev) Falkenauer Becken (Sokolovská pánev) Nordböhmisches Becken (Mostecká pánev) Žatecká pánev Chomutovsko-teplická pánev Duppauer Gebirge (Doupovské hory) Böhmisches Mittelgebirge (České středohoří) Verneřické středohoří Milešovské středohoří | Karlsbader Gebirge (Karlovarská vrchovina) Kaiserwald (Slavkovský les) Kynžvartská vrchovina Hornoslavkovská vrchovina Bečovská vrchovina Tepler Hochland (Tepelská vrchovina) Toužimská plošina Bezdružická vrchovina Žlutická vrchovina |